# Chatuzange-le-Goubet
Chatuzange-le-Goubet é uma comuna francesa na região administrativa de Auvérnia-Ródano-Alpes, no departamento de Drôme. Estende-se por uma área de 28,24 km². Em 2010 a comuna tinha 5 747 habitantes (densidade: 203,5 hab./km²).